# سپک تاکرا در بازی‌های آسیایی ۲۰۱۸
سپک تاکرا یکی از ورزش‌های بازی‌های آسیایی ۲۰۱۸ است که از ۱۹ آگوست تا ۱ سپتامبر ۲۰۱۸ برگزار شد.
این مسابقات در دو بخش مردان و زنان در جاکابارینگ اسپورت سیتی، جاکارتا، اندونزی انجام شد .

## مدال ها

### مردان
| رویداد    | طلا | نقره | برنز |
| --------- | --- | ---- | ---- |
| رگو       |     |      |      |
|           |     |      |      |
| کوادرانت  |     |      |      |
|           |     |      |      |
| دوبل تیمی |     |      |      |
|           |     |      |      |
| رگو تیمی  |     |      |      |
|           |     |      |      |

### زنان
| رویداد   | طلا | نقره | برنز |
| -------- | --- | ---- | ---- |
| کوادرانت |     |      |      |
|          |     |      |      |
| رگو تیمی |     |      |      |
|          |     |      |      |

## جدول مدال‌ها
تایلند ۱ ۰ ۰

## کشورهای شرکت کننده
| - چین - هند - اندونزی - ایران - ژاپن - لائوس - مالزی - میانمار | - نپال - پاکستان - فیلیپین - سنگاپور - کره جنوبی - تایلند - ویتنام |

## لینک
- سپک تاکرا در بازی های آسیایی ۲۰۱۸